# Royal Copenhagen
Royal Copenhagen er et dansk porcelænsmærke og tidligere virksomhed, der opstod ved fusionen mellem Holmegaards Glasværker A/S og Den kongelige Porcelainsfabrik A/S i 1985. Brandet har siden 2013 været ejet af Fiskars.
Den kongelige Porcelainsfabrik er grundlagt af den danske enkedronning Juliane Marie.
Logoets tre bølger symboliserer Danmarks tre vandveje: Storebælt, Lillebælt og Øresund.

## Historie - Den kongelige Porcelainsfabrik
Den kongelige Porcelainsfabrik blev etableret 1775 i en tidligere post- og gæstgivergård i Købmagergade i København under protektion af enkedronning Juliane Marie og har siden kunnet kendes på sit karakteristiske logo med tre bølger, som symboliserer Danmarks tre store indre farvande: Øresund, Storebælt og Lillebælt. Fabrikken blev grundlagt af apoteker Frantz Heinrich Müller, som fik monopol på at drive den i 50 år. Fabrikken kom på private hænder i 1868, og i 1882 blev den overtaget af den succesfulde fajancefabrik Aluminia på Christianshavn, ledet af Philip Schou. Kort efter Aluminias overtagelse blev produktionen flyttet til en moderne produktionsbygning på Aluminias arealer på hjørnet af Smallegade og Søndre Fasanvej på Frederiksberg. De nye bygninger, der stadig findes, blev tegnet af Valdemar Ingemann. J.E. Gnudtzmann tegnede Schous direktørbolig på gadehjørnet, og da de to fabrikkers ledelser blev stadigt mere adskilt, byggede Anton Rosen 1908 endnu en direktørbolig, der i dag er fredet. 
Philip Schou ansatte i 1884 arkitekten Arnold Krog som kunstnerisk leder, og med ham ved roret gik fabrikken ind i en kunstnerisk glansperiode, hvor fabrikkens produkter vakte opsigt på verdensudstillingerne: på Verdensudstillingen i Paris 1889 var det danske porcelæn udstillingens hovedbegivenhed, og Krogs værker vandt Grand Prix. Aluminia fik efterhånden selvstændig kunstnerisk ledelse under Christian Joachim og senere Nils Thorsson. Thorsson arbejdede dog på begge fabrikker og fik betydning for begges produktionslinjer.
Selv om Aluminia havde overtaget fabrikken, blev rollerne byttet om små 100 år senere. Porcelænsfabrikken lukkede i 1969 Aluminia, og fajanceproduktionen fortsatte i meget mindre skala.
Den kongelige Porcelainsfabrik købte i 1972 Georg Jensen, fusionerede i 1985 med Holmegaard Glasværk og blev til Royal Copenhagen, som i 1987 fusionerede med Bing & Grøndahl.

## Historie - Royal Copenhagen
Royal Copenhagen opstod i 1985 ved fusionen mellem Den kongelige Porcelainsfabrik A/S (som siden 1972 havde været hovedaktionær i sølvsmedierne Georg Jensen og A. Michelsen) og Holmegaards Glasværker A/S. Royal Copenhagen fusionerede i 1987 med Bing & Grøndahl. Royal Copenhagen var indtil udgangen af 2012 ejet af den danske investeringsfond Axcel. I forbindelse med Axcels overtagelse af Royal Copenhagen i 2001 blev Holmegaard Glasværk solgt fra.
1. januar 2013 overtog finske Fiskars Royal Copenhagen for 490 mio. kr. I Fiskars indgår derudover Iitala, Rörstrand, Raadvad og Gerber.
I 2004 blev produktionen flyttet til Glostrup, men på Frederiksberg ligger stadig et fabriksudsalg. "Porcelænsgrunden" er nu bebygget og huser dele af Copenhagen Business School. Hovedparten af produktionen foregår nu i Thailand, og de fleste medarbejdere i Danmark blev afskediget. I 2013 blev det planlagt, at der skal være 20-25 medarbejdere i produktionen i Danmark. 
Produktionen i Thailand begyndte i perioden 2004 til 2012, hvor fabrikken voksede fra 800 m² til 10.000 m², og fra 60 til 330 ansatte. Fabrikken har en kapacitet på op til 4 millioner stykker porcelæn om året, produktionen i 2011 var på 1,8 millioner. Kataloget blev reduceret fra omkring 3.000 produkter i 2009 til at udgøre 750 nøgle-produkter. 75 procent er produktionen er A-kvalitet (også kendt som 1. sortering), mens 7,5 procent er B-kvalitet (også kendt som 2. sortering), der bliver sendt til udsalg i Danmark og Japan. De resterende 17,5 procent af produktionen bliver destrueret. Flora Danica-stellet bliver dog stadig fremstillet i Danmark. Royal Copenhagen (Thailand) Ltd. havde i 2021 flere end 500 medarbejdere.
Blandt de mest kendte mønstre er (original producent i parentes):
- Flora Danica (porcelæn), Musselmalet, Blå Blomst, Henriette, Saksisk Blomst, Vifte, Gemina og Gemma (Den kongelige Porcelænsfabrik) samt Mega Mussel (Royal Copenhagen)
- Empire, Offenbach, Sommerfugl og Måge (Bing & Grøndahl)
- Tranquebar og Blå Kant (Aluminia)

De suverænt mest kendte mønstre er Flora Danica, Musselmalet og Mega Mussel.

## Ledelse
Denne liste er ufuldstændig; hjælp gerne med at udfylde den.
- 1772−1793: Johan Theodor Holmskiold
- 1775−1801: Frantz Heinrich Müller
- 1801−1811: Johan Georg Ludvig Manthey
- 1811−1816: Marx Boye
- 1816−1833: Peter Johann Gottfried Garlieb
- 1851−18??: Edvard Diderik Ehlers (konstitueret)
- 1868−1882: Gustav Adolph Falck
- 1882−1901: Philip Schou
- 1902−1931: Frederik Dalgas
- 1931−1955: Christian V. Christensen
- 1955−1971: Erik Lindgren
- 1971−1985: Jørgen Fog-Petersen
- 1999−2000: Michael Ring
- 2002−2009: Peter Lund
- 2009−2013: Mads Ryder
- 2013−2014: Lotte Wamberg

### Kunstneriske ledere
- 1828−1857: G.F. Hetsch
- 1855−1871: Christian Hetsch
- 1891−1916: Arnold Krog
- 1922−1933: Christian Joachim (fra 1911 på Aluminia)
- 1902−1906: Harald Slott-Møller (kun Aluminia)
- 1949−1969: Nils Thorsson (fra 1933 på Aluminia)

### Tekniske ledere
- 1883−1892: Adolphe Clément (1860-1933)
- 1891−1915: Valdemar Engelhart (1860-1915)
- 1911−1922: C.F. Ludvigsen (1883-1963)
- 1918−1925: P.M. Proschowsky (1893-1968)
- 1927−1933: Søren Berg (1897-1978)
- 1947−1953: C.F. Ludvigsen (igen)

## Kunstnere knyttet til fabrikken
| - Georg Alexandersen, brogetmaler 1834-49 - Hans Andersen - Mogens Helge Thestrup Andersen - Horace Aumont - Jens Birkemose - Beth Breyen - Palle Brun - Bodil Buch - Richard Bøcher - Gerd Bøgelund - Kari Christensen (gift Krøse), 1958-? - Hans Clio, ansat 1775, "informator" fra 1779 - Aage Erhard - Marjorie Fishing - Wilhelm Freddie - Johan Galster - Johanne Gerber - Jeanne Grut, 1950-? - Svend Hammershøi, 1891-94 - Bente Hansen, 1978- - Gerhard Heilmann, 1890-1902, signerende kunstner - Grethe Helland Hansen (gift Nash) - Hans Henrik Hansen - Vilhelm Hansen, 1854-94, overmaler - Inger Hanmann - Johannes Hedegaard - Dorthe Schierup Heide - Peter Herold, signerende maler 1908-1919 - Marianne Høst, 1885-1904 - Egill Jacobsen - Robert Jacobsen - J.L. Jensen, overmaler 1825-56 - Oluf Jensen, 1885-1934, leder af begge underglasurafdelinger - Herluf Jensenius - Anni Rigmor Jeppesen, 1953-58, 1961-65 - Berte Jessen (gift Koehle), 1958-? | - Marianne Johnson (gift Nairn) - Andreas Juuel, brogetmaler 1833-85 - Christian Leonhard Klein, blomstermaler ca. 1825-91 - Inge-Lise Koefoed (født Sørensen), 1960-65 + 1974 - Ann Marie Kornerup - Bo Kristiansen - Knud Kyhn - Kaj Lange, 1919-83 - C.F. Liisberg, 1885-1909, signerende modellør og maler - Hugo Liisberg, 1918-21 - Grethe Meyer - Jenny Meyer, 1892-1927 - Doreen Middelboe, 1968-? - Carl Mortensen, underglasurmaler 1887-1901 - Beth Møller - Bertha Nathanielsen, maler 1893-1906 - Thorvald Niss, dekorationsmaler 1862-77 - Gerd Hiort Petersen - Niels Munk Plum, underglasurmaler 1912-31 - Gotfred Rode, underglasurmaler 1896-1933 - Leif Rydeng - Ole Schwalbe - Axel Salto 1930-1961 - Jette Schæfer - Anna Smidth, maler 1885-1915 - Magnus og Snorre Stephensen - Anna Syberg, maler 1892-94 - Georg Thylstrup - Nikolai Tidemand - Kai Trier - Anne Marie Trolle (gift Oxmund), 1960- - Ivan Weiss - Anton Wieben, signerende kunstner 1918-31 - Bode Willumsen - Jens Windfeld-Hansen, sølvsmed 1970- - Frederik Zweidorff, lærling 1832-37 |

## Juleplatter
Traditionen med juleplatter startede for flere hundrede år siden i Europa, hvor rige borgere gav deres tjenestfolk kager og lignende serveret på dekorative tallerkener af træ eller metal omkring juletid. Tjenestefolkene omtalte disse gaver som juleplatter. I 1895 producerede Bing & Grøndahl den første juleplatte i porcelæn med årstallet skrevet på, og der er blevet produceret én hvert år siden da. I 1908 begyndte Royal Copenhagen at producere juleplatter. Platterne bliver produceret i et begrænset oplag hvert år, og de er blevet samlet på i over 100 år. Hver platte bliver kun fremstillet i ét år, hvorefter formen bliver destrueret således at designet ikke kan gentages.
Temaerne siden 1908 er:
| År   | Juleplatte                     |
| ---- | ------------------------------ |
| 1908 | Maria og barn                  |
| 1909 | Dansk landskab                 |
| 1910 | Hellige trekonger              |
| 1911 | Gærde med neg                  |
| 1912 | Juletræ                        |
| 1913 | Marmorkirken                   |
| 1914 | Helligåndskirken               |
| 1915 | Dansk landskab                 |
| 1916 | Fårehyrder på marken           |
| 1917 | Vor Frelsers Kirke             |
| 1918 | Hyrderne ved Jesu fødsel       |
| 1919 | I parken                       |
| 1920 | Maria med barn                 |
| 1921 | Gavlhuse på torvet i Aabenraa  |
| 1922 | Tre syngende engle             |
| 1923 | Landskab                       |
| 1924 | Sejlskib                       |
| 1925 | Christianshavn                 |
| 1926 | Christianshavns Kanal          |
| 1927 | Dreng ved roret på et skib     |
| 1928 | Præstens familie               |
| 1929 | Grundtvigs Kirke               |
| 1930 | Fiskebåde                      |
| 1931 | Mor og barn                    |
| 1932 | Frederiksberg                  |
| 1933 | Storebæltsfærgerne             |
| 1934 | Eremitageslottet               |
| 1935 | Kronborg                       |
| 1936 | Roskilde Domkirke              |
| 1937 | København                      |
| 1938 | Østerlars Rundkirke            |
| 1939 | Skib i Grønland                |
| 1940 | Den gode hyrde                 |
| 1941 | Nørre Herlev Kirke             |
| 1942 | Jysk klokkestabel på kirketag  |
| 1943 | Flugten til Egypten            |
| 1944 | Snelandskab med kirke          |
| 1945 | Engel foran julerose           |
| 1946 | Farum Kirke                    |
| 1947 | Hyrde med får                  |
| 1948 | Nødebo Kirke                   |
| 1949 | Vor Frue Kirke                 |
| 1950 | Boeslunde Kirke                |
| 1951 | Juleengel                      |
| 1952 | Foderhus i Dyrehaven           |
| 1953 | Frederiksberg                  |
| 1954 | Amalienborg                    |
| 1955 | Fanøpige                       |
| 1956 | Rosenborg Slot                 |
| 1957 | Fårehyrde                      |
| 1958 | Grønland                       |
| 1959 | Julenat                        |
| 1960 | Kronhjort                      |
| 1961 | Skoleskibet Danmark            |
| 1962 | Den Lille Havfrue              |
| 1963 | Højsager Mølle                 |
| 1964 | Kane i snelandskab             |
| 1965 | Små skøjteløbere               |
| 1966 | Solsort ved snedækket kirke    |
| 1967 | Kongeegen                      |
| 1968 | Konebåd i Grønlandsk farvand   |
| 1969 | Gæs ved gård                   |
| 1970 | Kat og julerose                |
| 1971 | Hare i vinterlandskab          |
| 1972 | Østerland                      |
| 1973 | Tog hjem til jul               |
| 1974 | Ugle                           |
| 1975 | Marselisborg Slot              |
| 1976 | Vibæk Møllet                   |
| 1977 | Immervad Bro                   |
| 1978 | Rast på slæderejse             |
| 1979 | Juletræet vælges               |
| 1980 | Juletræet bringes hjem         |
| 1981 | Juletræet beundres             |
| 1982 | Julestemning                   |
| 1983 | Glade jul                      |
| 1984 | Kanetur                        |
| 1985 | Snemanden                      |
| 1986 | Juleferie                      |
| 1987 | Vinterfugle                    |
| 1988 | Juleaften i København          |
| 1989 | Vinterleg ved Kastellet        |
| 1990 | Tivoli                         |
| 1991 | Luciafest                      |
| 1992 | Christian 8.'s karet           |
| 1993 | Julegæsterne ankomme (med tog) |
| 1994 | Med far på indkøb              |
| 1995 | Jul på slottet                 |
| 1996 | Lygtetændingstid               |
| 1997 | Roskilde Domkirke              |
| 1998 | Velkomstkomite                 |
| 1999 | Kanetur                        |
| 2000 | Juletræet pyntes               |
| 2001 | Foderbrættet                   |
| 2002 | Vinter i skoven                |
| 2003 | Julegaven                      |
| 2004 | Venter på juletoget            |
| 2005 | H.C. Andersens Hus             |
| 2006 | Kronborg                       |
| 2007 | Jul i Nyhavn                   |
| 2008 | Jul i København                |
| 2009 | Jul på Amagertorv              |
| 2010 | Isdans på søen                 |
| 2011 | Venter på julemanden           |
| 2012 | Sejlads på nordsøen            |
| 2013 | Langelinie                     |
| 2014 | H.C. Andersen                  |
| 2015 | Juledage                       |
| 2016 | Skøjteløb i København          |
| 2017 | Tur ved Søerne                 |
| 2018 | Juletræsmarked                 |
| 2019 | Møde i folden                  |
| 2020 | Vor Frue Kirke                 |
| 2021 | Vinter i haven                 |